# Famille Toderini
 (juillet 2024).

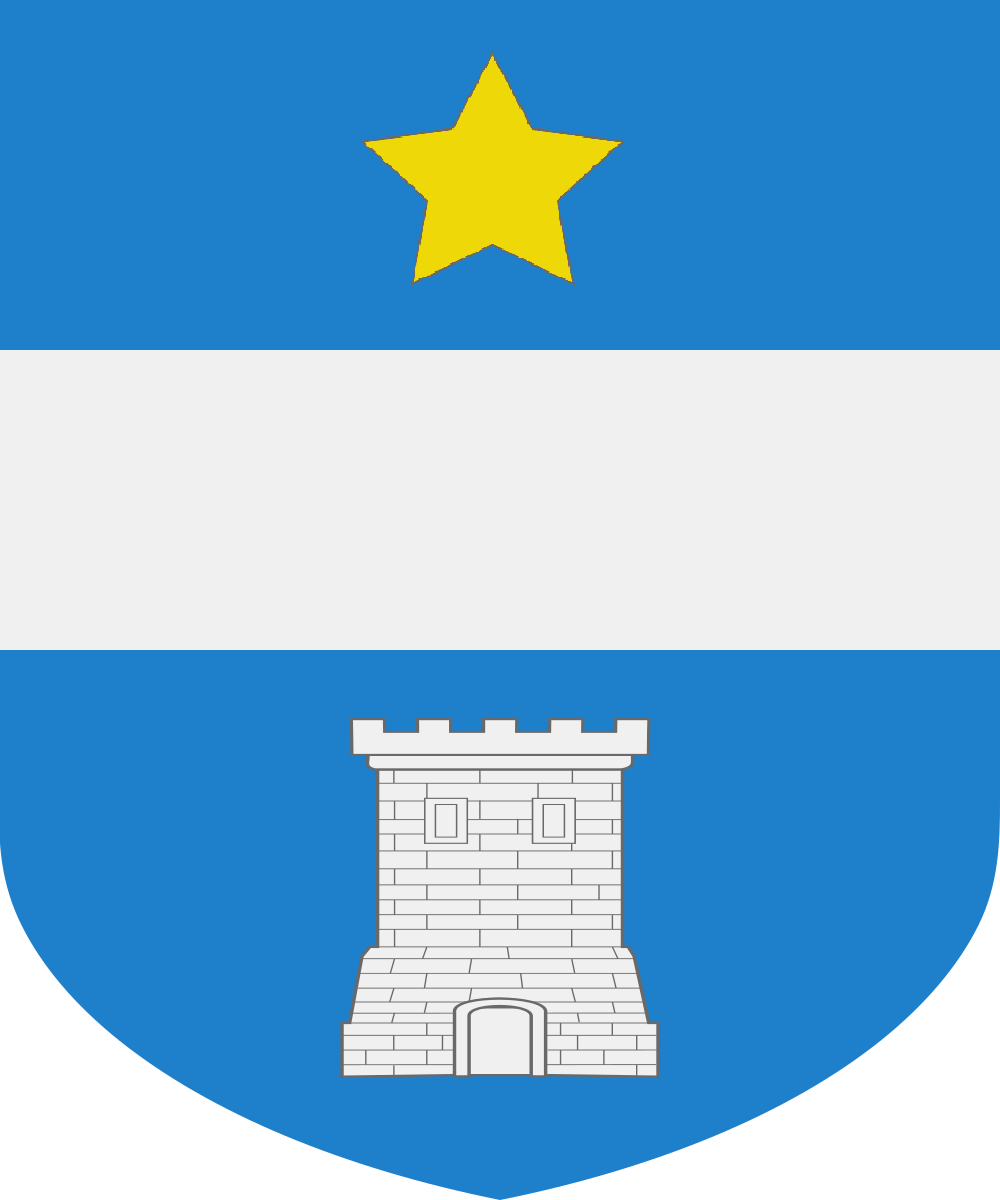
Armes des Toderini

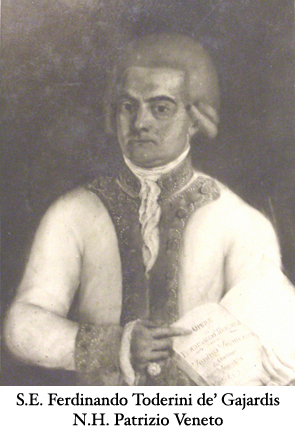
Portrait de Ferdinando Toderini de Gajardis, comte palatin (1780)

La famille Toderini est une famille patricienne de Venise.

## Historiques
Les deux frères Giambattista et Teodoro ayant aidé la république de Venise en apportant les 100 000 ducats requis, la famille fut admise à la noblesse le 2 juillet 1694.
- Ferdinando Toderini de' Gajardis dalla Volta, (°1727 – ...), fut un homme de lettres et intellectuel.
- Giambattista Toderini (1728-1799) fut un orientaliste et jesuite italien.